# Misión de San Agustín de la Isleta
La Misión de San Agustín de la Isleta fue una misión española fundada en 1613 en lo que hoy es el condado de Bernalillo, Nuevo México, Estados Unidos. Era también un puesto avamzado religioso establecido por los franciscanos españoles para difundir el Evangelio entre los nativos americanos del lugar.

## Historia
Pueblo de Isleta es el nombre de dos pueblos de la antigua tribu Tihua (español: Tigua), conectados cultural y lingüísticamente con otras tribus de la familia de lenguas kiowa-tanoanas. Los historiadores más antiguos pensaban que estaban relacionados lejanamente con el pueblo shoshón. La Misión de San Agustín de la Isleta fue fundada en el territorio de los pueblo más antiguo, en la orilla occidental del Río Grande, a unas 13 millas (21 km) al sur de Albuquerque.
La Isleta primigenia se llamó así en español por su posición en una lengua de tierra proyectada hacia el arroyo; el nombre nativo, Shiewhibak, parece referirse a un cuchillo utilizado en relación con cierta carrera a pie ceremonial. El conquistador español Francisco Vázquez de Coronado entró por primera vez en el pueblo en 1540. En 1582-1583 Espejo visitó a los pueblo mientras intentaba determinar el destino del padre Rodríguez y otros dos misioneros franciscanos, que habían sido asesinados un año antes por nativos de los alrededores.
El fraile franciscano Juan de Salas llegó a Nuevo México con Alonso de Benavides en 1622. Salas probablemente construyó el "convento" de San Antonio en Isleta alrededor de 1629 o 1630.  En un período posterior, la misión recibió muchos refugiados de pueblos periféricos abandonados debido a las incursiones apaches. Al estallar la revuelta de los Pueblo de 1680, es posible que contaba con 2000 personas. Los numerosos colonos españoles resistieron la revuelta con pocas bajas. Quemaron el pueblo. Los Tihua acompañaron a algunos de los colonos españoles y se trasladaron al sur, a El Paso, Texas, hacia la Misión de la Ysleta del Sur.
En 1692-1693, Vargas reconquistó el país Pueblo. La Corona permitió que se reanudara el trabajo misionero. Hacia 1710, el pueblo original fue reocupado por el pueblo de Isleta. Allí se estableció una nueva misión con el nombre de San Agustín.
Con el crecimiento de la población de colonos españoles, las misiones de nativos americanos perdieron importancia. En 1780-1781, un tercio de la población pueblo fue arrasada por una epidemia de viruela. Los españoles abandonaron la mayoría de las misiones en ese momento. San Agustín continuó operando el Pueblo de Isleta bajo el dominio español y luego mexicano durante cincuenta años más. Después de que la región fuera adquirida por Estados Unidos, cuya población mayoritaria era entonces protestante, la Iglesia católica se volvió casi secular.
El padre Anton Docher llegó de Bélgica a finales del siglo XIX y fue destinado al Pueblo de Isleta tras varios años en la región. En 1923, emprendió una importante remodelación de la misión de Isleta, agregando prominentes chapiteles góticos de estilo francés en las paredes de adobe. El tejado plano fue sustituido por uno inclinado para evitar las filtraciones de agua, que dañaban frecuentemente el altar. A finales del siglo XX, la iglesia de la misión fue restaurada a su estructura original. "El Padre de Isleta" pasó 34 años (1891-1925) sirviendo a la comunidad de Isleta; fue enterrado dentro de la iglesia cerca del altar.

## Fotos

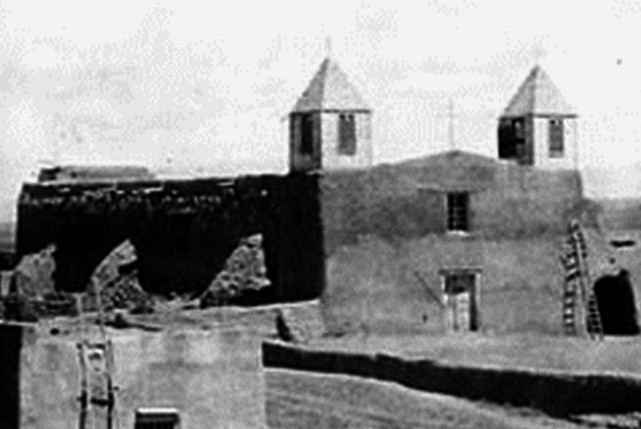
Misión de San Agustín de la Isleta, 1880
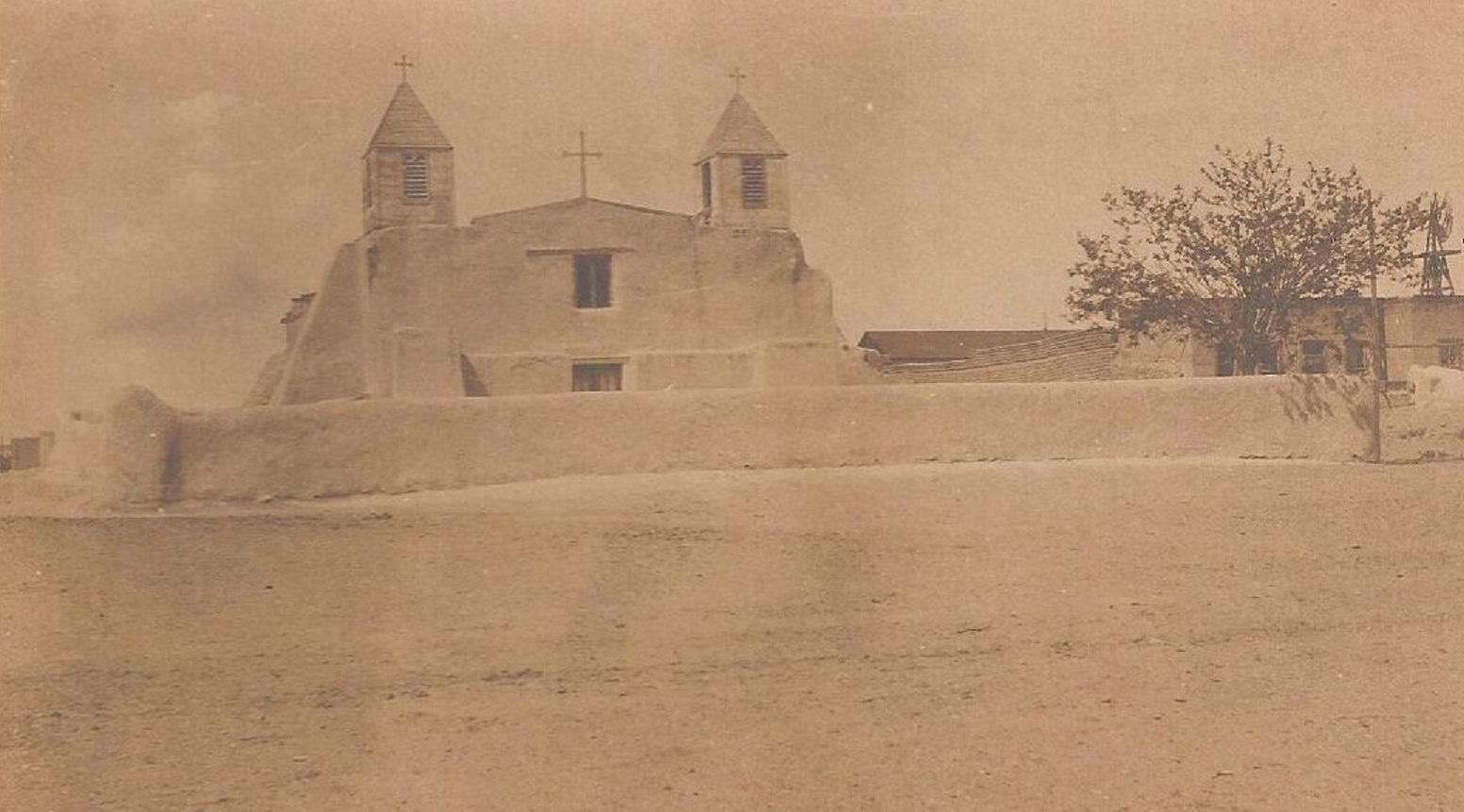
Iglesia de la misión de San Agustin de la Isleta, 1900